# 下田市立浜崎小学校
下田市立浜崎小学校（しもだしりつ はまざきしょうがっこう）は、静岡県下田市にある市立小学校。所在地は下田市須崎1785-1。

## 概要
- 伊豆半島から少し突き出た、須崎半島にある小学校。

## 沿革
- 昭和42年4月1日：下田町立須崎小学校、柿崎小学校を統合し、浜崎小学校を創立する（旧浜崎中学校跡）1年間は須崎、柿崎両教場に於いて分散授業をする。
- 昭和43年4月2日：校舎（鉄筋2階建て6教室）完成し移転完了。
- 昭和46年1月1日：市制施行により、下田市立浜崎小学校と改名する。
- 昭和46年3月10日：校旗制定（図案　佐藤文雄教諭）
- 昭和48年1月1日：浜崎学校給食共同調理場完成

## 学区
柿崎・須崎

## 周辺
- 外浦海水浴場
- 九十浜海水浴場
- 爪木崎
- 外浦漁港
- 須崎漁港